# Simulium syriacum
Simulium syriacum är en tvåvingeart som beskrevs av Émile Roubaud 1909. 
Simulium syriacum ingår i släktet Simulium och familjen knott. Artens utbredningsområde är Syrien. Inga underarter finns listade i Catalogue of Life.